# 1400
| [ Edytuj tabelę ]                          | |
| Król Polski                                | - 1386 Władysław II Jagiełło 1434                                                                                |
| Współksiążęta Andory                       | - 1396 Galcerà de Vilanova 1415 - 1398 Izabela 1412 - 1398 Archibald 1412                                        |
| Król Anglii                                | - 1399 Henryk IV 1413                                                                                            |
| Król Aragonii i Walencji, hrabia Barcelony | - 1396 Marcin I Ludzki 1410                                                                                      |
| Władca Azteków                             | - 1395 Huitzilíhuitl 1417                                                                                        |
| Elektor Brandenburgii                      | - 1388 Jodok z Moraw 1411                                                                                        |
| Książę Bawarii-Ingolstadt                  | - 1375 Stefan III 1413                                                                                           |
| Książę Bawarii-Landshut                    | - 1393 Henryk XVI Bogaty 1450                                                                                    |
| Książę Bawarii-Monachium                   | - 1397 Ernest 1438                                                                                               |
| Książę Burgundii                           | - 1364 Filip II Śmiały 1404                                                                                      |
| Cesarz Bizancjum                           | - 1391 Manuel II Paleolog 1425                                                                                   |
| Cesarz Chin                                | - 1398 Jianwen 1402                                                                                              |
| Król Cypru                                 | - 1398 Janusz 1432                                                                                               |
| Król Czech                                 | - 1378 Wacław IV Luksemburski 1419                                                                               |
| Król Danii                                 | - 1387 Małgorzata I 1412 - 1396 Eryk Pomorski 1439                                                               |
| Dalajlama                                  | - 1391 Gendun Drup 1474                                                                                          |
| Władca Egiptu                              | - 1399 An-Nasir Faradż 1405                                                                                      |
| Cesarz Etiopii                             | - 1382 Dawid I 1413                                                                                              |
| Król Francji                               | - 1380 Karol VI 1422                                                                                             |
| Król Gruzji                                | - 1393 Jerzy VII 1407                                                                                            |
| Hrabia Holandii                            | - 1358 Albert 1404                                                                                               |
| Cesarz Japonii                             | - 1392 Go-Komatsu 1412                                                                                           |
| Kalif                                      | - 1389 Al-Mutawakkil I 1406                                                                                      |
| Król Kastylii i Leónu                      | - 1390 Henryk III Chorowity 1406                                                                                 |
| Patriarcha Konstantynopola                 | - 1397 Mateusz I 1410                                                                                            |
| Władca Korei                               | - 1398 Chŏngjong 1400 - 1400 Taejong 1418                                                                        |
| Wielki książę litewski                     | - 1382 Jagiełło 1400 - 1392 Witold 1430                                                                          |
| Cesarz Majapahitu                          | - 1389 Wikramawardhana 1429                                                                                      |
| Sułtan Maroka                              | - 1398 Usman III 1421                                                                                            |
| Książę Mediolanu                           | - 1378 Giovanni Galeazzo 1402                                                                                    |
| Senior Monako                              | - 1397 Jan I 1402 - 1397 Ludwik 1402                                                                             |
| Wielki książę moskiewski                   | - 1389 Wasyl I 1425                                                                                              |
| Król Nawarry                               | - 1387 Karol III Szlachetny 1425                                                                                 |
| Król Norwegii                              | - 1387 Małgorzata I 1412 - 1396 Eryk Pomorski 1442                                                               |
| Elektor Palatynatu                         | - 1398 Ruprecht III 1410                                                                                         |
| Papież awinioński                          | - 1394 Benedykt XIII 1417                                                                                        |
| Papież                                     | - 1389 Bonifacy IX 1404                                                                                          |
| Król Portugalii                            | - 1385 Jan I 1433                                                                                                |
| Cesarz Rzymski (niemiecki)                 | - 1378 Wacław IV Luksemburski 1400 - 1400 Ruprecht z Palatynatu 1410                                             |
| Kapitanowie Regenci San Marino             | - 1400 Paolino di Giovanni di Bianco Francesco di Corbello 1400 - 1400 Ugolino di Giovanni Betto di Guerolo 1400 |
| Książę Serbii                              | - 1389 Stefan IV Lazarević 1402                                                                                  |
| Elektor Saksonii                           | - 1388 Rudolf III Saski 1419                                                                                     |
| Król Szkocji                               | - 1390 Robert III Stewart 1406                                                                                   |
| Król Szwecji                               | - 1389 Małgorzata 1412 - 1396 Eryk XIII Pomorski 1439                                                            |
| Król Tajlandii                             | - 1395 Ramracha Thirat 1409                                                                                      |
| Sułtan Turków                              | - 1389 Bajazyd I 1402                                                                                            |
| Doża Wenecji                               | - 1382 Antonio Veniero 1400 - 1400 Michele Steno 1413                                                            |
| Król Węgier                                | - 1387 Zygmunt Luksemburski 1437                                                                                 |
| Cesarz Wietnamu                            | - 1400 Hồ Quý Ly 1401                                                                                            |
| Wielki mistrz zakonu krzyżackiego          | - 1393 Konrad von Jungingen 1407                                                                                 |

Rok 1400 / MCD
stulecia: XIII wiek ~
XIV wiek ~
XV wiek

lata: 1390 «
1395 «
1396 «
1397 «
1398 «
1399 «
1400
» 1401
» 1402
» 1403
» 1404
» 1405
» 1410

## Wydarzenia w Polsce
- 24 lipca – w salach dzisiejszego Muzeum Uniwersytetu Jagiellońskiego w Collegium Maius odbyły się pierwsze wykłady akademickie.
- 26 lipca – odnowienie i reforma Uniwersytetu Krakowskiego polegająca na wystawieniu przywileju stanowiącego podstawę jego pracy przez Władysława Jagiełłę.
- 29 września – Hrubieszów uzyskał prawa miejskie.
- 27 grudnia – Nowe Miasto nad Pilicą otrzymało prawa miejskie.
- Uchwała wielkopolska przewidywała skargę pauliańską.
- Delegacja polska w składzie: Jan z Obichowa, Hinczka z Rogowa i Jan Nasian de Ostrowce udała się do Celje, aby prosić o rękę Anny Cylejskiej dla króla Polski Władysława Jagiełły.

## Wydarzenia na świecie
- 15 marca – Zofia Bawarska, druga żona Wacława IV, została koronowana na królową Czech.
- 8 grudnia – Vadstena w Szwecji uzyskała prawa miejskie.
- Wacław Luksemburczyk został usunięty z tronu niemieckiego przez elektorów i popadł w konflikt ze swym bratem Zygmuntem, kr. Węgier – za pomoc przeciw bratu zaproponował Jagielle zwrot Śląska, jednak król świadomy kruchości sojuszu i niechęci panów czeskich do utraty Śląska nie angażował się w konflikt.

## Urodzili się
- 23 czerwca – Jan Gutenberg, drukarz (zm. 1468) (data sporna lub przybliżona)
- 7 sierpnia – Guillaume Dufay, francuski kompozytor (zm. 1474) (data sporna lub przybliżona)

- data dzienna nieznana: 
  - Andrzej z Peschiera, włoski dominikanin, błogosławiony katolicki (zm. 1485)
  - Dydak z Alkali, hiszpański franciszkanin, święty katolicki (zm. 1463)
  - Jakub z Bitetto, franciszkanin, błogosławiony katolicki (zm. 1490)

## Zmarli
- 5 stycznia – John Montacute, trzeci earl Salisbury, angielski polityk (stracony; ur. 1350)
- 5 stycznia – Thomas Holland, pierwszy diuk Surrey, angielski polityk (stracony; ur. 1374)
- 13 stycznia – Thomas le Despenser, pierwszy diuk Gloucester, angielski polityk (stracony; ur. 1373)
- 16 stycznia – John Holland, pierwszy diuk Exeter, angielski polityk (stracony; ur. 1352)
- 14 lutego – Ryszard II, król Anglii (prawdopodobnie zamordowany w Pontefract; ur. 1367)
- 28 kwietnia – Baldus de Ubaldis, włoski prawnik (ur. 1327)
- 25 czerwca – Jan de Pontremulo, biskup Pizy (ur. ?)
- 25 października – Geoffrey Chaucer, angielski poeta (ur. ok. 1343)

- data dzienna nieznana:
  - Łucja z Caltagirone, włoska franciszkanka, błogosławiona katolicka (ur. 1360)